# Route nationale 6a
Die N6A war eine französische Nationalstraße, die 1883 als Abzweig der N6 entstand. Sie führte von Fleurville über eine Brücke über die Saône, um eine Straßenverbindung vom Gare de Fleurville Pont-de-Vaux, der 1854 in Betrieb ging, auf die westliche Uferseite zu ermöglichen. Die Länge der Straße betrug 1 Kilometer. Über die Brücke verlief ab 1900 eine Straßenbahn vom Gare de Fleurville Pont-de-Vaux, der in Fleurville lag, nach Pont-de-Vaux. 1933 wurde die N6A Teil der N433A. Zwischen 1933 und 1973 gab es zwei weitere Male eine N6A, deren Beschreibung im Artikel der Nationalstraße 6 sind.